# NGC 7172
NGC 7172 est une vaste galaxie spirale particulière, vue par la tranche et située dans la constellation du Poisson austral. Sa vitesse par rapport au fond diffus cosmologique est de 2 329 ± 23 km/s, ce qui correspond à une distance de Hubble de 34,4 ± 2,4 Mpc (∼112 millions d'al). NGC 7172 a été découverte par l'astronome britannique John Herschel en 1834.
La classe de luminosité de NGC 7172 est I. De plus, elle est une galaxie active de type Seyfert 2 et renferme des régions d'hydrogène ionisé (HII).
À ce jour, seule une mesure non basée sur le décalage vers le rouge (redshift) donne une distance d'environ 33,900 Mpc (∼111 millions d'al), ce qui est à l'intérieur des valeurs de la distance de Hubble.

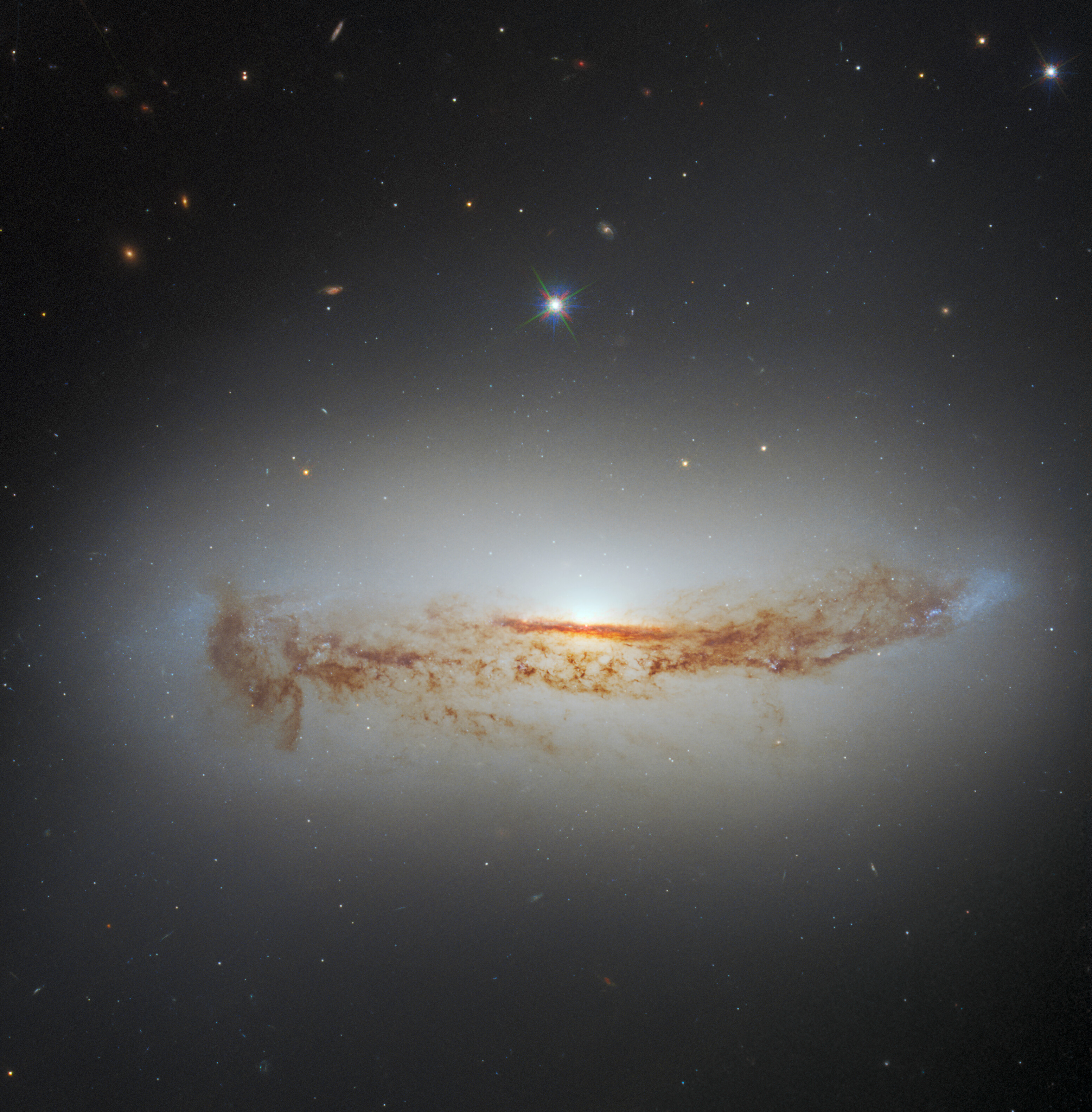
NGC 7172 par le télescope spatial Hubble.

## Noyau actif
NGC 7172 est observée depuis notre point de vue par la tranche et une épaisse bande de poussière obscurcit donc son noyau galactique. Ce dernier était à l'origine considérée comme assez banale, jusqu'à ce que des observations de la galaxie dans le domaine infrarouge et du spectre optique révèlent que ce dernier émettait en fait de fortes émissions infrarouges et rayons X. Son émission de rayons X présente plus particulièrement une variabilité du flux, à la fois sur des échelles de temps courtes (en heures) et longues (en mois). Idem pour son émission infrarouge (sur une période d'environ 3 mois). Sa luminosité dans l'infrarouge lointain (de 40 à 400 µm) est égale à 2,04 × 1010 {\displaystyle L_{\odot }} (1010,31{\displaystyle L_{\odot }}) et sa luminosité totale dans l'infrarouge (de 8 à 1 000 µm) est de 2,82 × 1010 {\displaystyle L_{\odot }} (1010,45{\displaystyle L_{\odot }}).  
Selon une publication de 2023, NGC 7172 abrite en son centre un anneau de gaz moléculaire froid très incliné et d'un rayon estimé entre 540 et 720 pc.

## Trou noir supermassif
Une étude  réalisée en 2007  auprès de 90 galaxies de type Seyfert 2 utilisant la dispersion des vitesses a permis d'estimer la masse des trous noirs supermassifs centraux de celles-ci. Pour NGC 7172, la masse du trou noir est égale à 47 × 106 {\displaystyle M_{\odot }} (107,67).
Selon un autre article publiée en 2012, un trou noir supermassif trône au centre de NGC 7172 et Plusieurs études de la dispersion des vitesses dans la région centrale ont permis d'estimer sa masse à 3,24 × 107 {\displaystyle M_{\odot }} (107,51).
Selon les auteurs d'un article publié en 2012, la connaissance de la masse d'un trou noir central et du taux d'accrétion par celui-ci permet d'estimer le taux de formation d'étoiles dans la région centrale des galaxies de type Seyfert. Ce taux pour NGC 7172 serait à l'intérieur et à l'extérieur d'un rayon de 1 kpc respectivement de 0,79 {\displaystyle M_{\odot }}/an  et de 0,68 {\displaystyle M_{\odot }}/an
.

## Groupe d'IC 5156
Selon A. M. Garcia, NGC 7172 fait partie du groupe d'IC 5156. Ce groupe de galaxies renferme au moins 14 membres. Les autres galaxie sont NGC 7154, NGC 7163, NGC 7173, NGC 7174, NGC 7176, NGC 7187, IC 5156 et six autres galaxies du catalogue ESO.

### Groupe compact de Hickson 90
NGC 7172 est également membre du groupe compact de Hickson 90 (HCG 90). Ce groupe compte au total quatre galaxies. Les trois autres galaxies du groupe sont NGC 7173, NGC 7174 et NGC 7176.

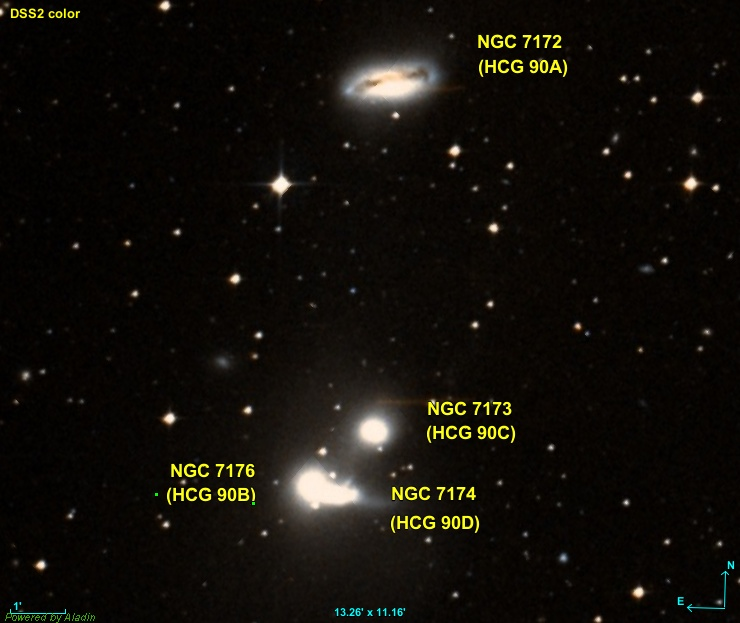
Les quatre galaxies du groupe compact de Hickson 90.